# Skumgummi

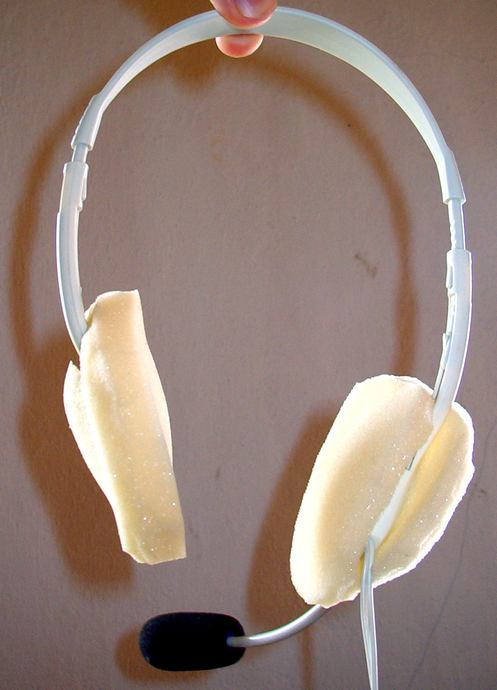
Skumgummi används till exempel till vaddering i hörlurar.

Skumgummi är ett cellgummi med främst öppna celler. Det tillverkas genom att vispa upp eller jäsa gummilatex till ett skum, varefter det hela koaguleras och vulkas. Det används eller har bland annat använts till stoppning i madrasser och kuddar. I vardagslag används begreppet om stötdämpande material av både naturligt (se latex) och syntetiskt (se cellplast) ursprung. 

## Användning
Skumgummi används ibland som samlingsbeteckning för flera olika typer av mjuka elaster, framförallt polyetercellplast. Även polyestercellplast och polyuretan brukar kallas för skumgummi i dagligt tal. Skumgummi används ofta i madrasser och som stoppning i möbler. Det används också för emballering, isolering och ljudisolering. 
Denna typ av produkt är lättantändlig om den inte är flamskyddad.

## Gummi och plast
Äkta skumgummi, som verkligen består av gummi (syntetiskt eller naturgummi) är numera mindre använd.
Skillnaden mellan riktigt skumgummi och skumplast (eller blandningar av plast och gummi) kan märkas genom att riktigt skumgummi omedelbart "fjädrar" ut igen även om det varit helt hoptryckt lång tid (flera veckor), medan olika blandningar av skumplast och skumgummi tar olika tid på sig att fjädra ut (ibland mycket lång tid eller aldrig) då det varit helt hoptryckt länge. Det är sannolikt en av anledningarna till att moderna skumplastmadrasser oftast får en grop i mitten, efter en tids användning, och som inte går bort. Madrasser av riktigt skumgummi får inte denna grop, åtminstone inte särskilt tidigt.